# Peus grans
El peus grans (de l'anglès Bigfoot) o Sasquatch (segons el nom que li donen els pobles indígenes originaris de l'Amèrica del Nord) és una criatura mitològica amb l'aspecte del que seria un primat de la família dels homínids.
Segons les creences populars, aquesta criatura sol veure's en boscos a elevades altituds, principalment a la regió del Nord-oest del Pacífic a Amèrica del Nord. També s'ha parlat de presumptes albiraments en altres regions, com ara, Florida, Arkansas, Louisiana o Carolina del Nord, on se li ha donat diferents noms: Skunk Ape (mono mofeta), Stink Ape (simi pudent), Florida Bigfoot (Peu Gran de Florida), Swamp Ape (simi del pantà), Myakka Ape (simi de Myakka), Swamp Cabbage Man (home coliflor del pantà), etc. Segons la tradició viuen en zones pantanoses i es caracteritzen per una olor extremadament forta i desagradable.
Existeix una subcultura activa d'investigadors afeccionats, interessats en la criptozoologia, que es dediquen a recopilar dades i elaborar conjectures sobre aquest ésser llegendari. La comunitat científica, però, no accepta com a vàlides les suposades proves de la seva existència i el considera un producte de l'imaginari mitològic i del folklore. També s'ha suggerit la possibilitat que, en alguns casos, s'hagin fet identificacions errònies confonent aquesta figura fantàstica amb determinades espècies de primats. Algunes persones de l'àmbit científic, com Jane Goodall, Grover Krantz, Ian Redmond o Jeffrey Meldrum han mostrat curiositat per aquesta criatura i han investigat sobre ella, arribant a la conclusió que no ha existit mai.

## Cultura popular

### Cinema
- Harry and the Herdersons (1987)
- Bigfoot (2009)
- Bigfoot (Pel·lícula d'animació) (2018)
- The Son of Bigfoot (2017)
- L'home que va matar Hitler i després el Bigfoot (2018)
- Bigfoot Family (2020)